# Die Jagd nach dem Leben
Die Jagd nach dem Leben ist ein US-amerikanischer Film von Jack Hofsiss aus dem Jahr 1982. Die Geschichte basiert auf der Autobiografie I’m dancing as fast as I can von Barbara Gordon.

## Handlung
Die erfolgsorientierte, junge Fernsehproduzentin Barbara hält dem Druck ihres Jobs nicht mehr stand und greift zu Valium. Ohne es zu merken, wird sie langsam von dem Medikament abhängig. Um sich von dem Stress zu erholen, geht sie freiwillig in ein Therapiezentrum. Dort wird ihre Abhängigkeit entdeckt und man möchte sie heilen. Sie selbst will den Medikamentenmissbrauch jedoch nicht eingestehen. Ein schmerzhafter Prozess der Erkenntnis und Aufarbeitung beginnt, der schließlich mit einer erfolgreichen Therapie und der Entlassung der Patientin endet.

## Hintergrund
Der Film hatte seine Premiere am 5. März 1982.

## Kritiken
Jill Clayburgh wurde für ihr Porträt einer drogenabhängigen Frau gelobt. Sie liefere eine umwerfende Darstellung einer Frau im Kampf gegen die Abhängigkeit. Der Film selbst sei fesselnd, kraftvoll und mitreißend.